# Rusvay Gergely
Rusvay Gergely  (Vác, 1978. augusztus 15. –) magyar labdarúgó, jelenleg a Dunaharaszti MTK játékosa. Posztját tekintve középpályás.

## Pályafutása
Pályafutását szülővárosában, a Vác FC csapatában kezdte. Rövid ideig játszott Újbudán és Kalocsán, de az élvonalban is a Vác színeiben mutatkozott be a 2006-2007-es szezonban. A Vác kiesett a szezon végén, Rusvay huszonkilenc találkozón két gólt szerzett. 2008 nyarán a Kecskeméti TE játékosa lett, de csak két bajnokin kapott szerepet. Ezt követően visszatért Vácra, ahol további nyolc szezont töltött el. 2017 nyarán a harmadosztályú Dunaharaszti MTK játékosa lett.

## Külső hivatkozások
- adatlap